# Rhinogobiops nicholsii
Rhinogobiops nicholsii és una espècie de peix de la família dels gòbids i de l'ordre dels perciformes.

## Morfologia
- Els mascles poden assolir 15 cm de longitud total.[4][5]

## Reproducció
És ovípar i els ous són protegits pel mascle. Forma harems constituïts per un mascle i diverses femelles.

## Hàbitat
És un peix marí, de clima subtropical i demersal que viu fins als 106 m de fondària.

## Distribució geogràfica
Es troba des del nord de la Colúmbia Britànica (el Canadà) fins a Punta Rompiente (Baixa Califòrnia, Mèxic).

## Observacions
És inofensiu per als humans.